# Cecilia Milone
Cecilia Milone (Buenos Aires, 7 de marzo de 1969) es una actriz, cantante, directora de escena. Es autora de sus propios espectáculos y ha compuesto varias canciones.

## Biografía
Cecilia Milone nació en Buenos Aires el 7 de marzo de 1969. Cursó sus estudios primarios en el “Colegio Coronel Manuel Isidoro Suárez” y los estudios secundarios en la “Escuela Comercial Nº 4, Baldomero Fernández Moreno”, ambos establecimientos ubicados en el Barrio de San Telmo, en donde se crio.
A los 16 años comienza a tomar clases particulares de arte escénico con María Vaner. Al terminar la escuela secundaria ingresa al “Conservatorio Nacional de Arte Dramático”, pero abandona estos estudios apenas iniciados. Consigue entonces su primer empleo como recepcionista en un bufete jurídico y continúa tomando diferentes cursos privados de actuación con grandes profesores tales como: Carlos Gandolfo, Elena Tritek y Beatriz Bonnet, entre otros.
En 1987, inicia sus estudios de Bel Canto con su maestra Susana Rossi.
Su único y gran amor fue Chico Novarro. A quién desde el 2024 le rinde un tributo con su espectáculo: "Las cartas de un león" con el que honra la obra musical y poética.

## Trayectoria
En 1991, recién cumplidos sus 22 años, es seleccionada como la protagonista femenina de la obra musical Drácula, el musical, pieza escrita y dirigida por Pepe Cibrián, con música y arreglos de Ángel Mahler. Con el personaje Mina Murray, hace su debut profesional ante 5.500 espectadores el 29 de agosto de 1991, en el Luna Park.
Drácula, el musical se convirtió rápidamente en un suceso. Milone participó de todas las grabaciones que se hicieron de la obra y de las giras efectuadas por el interior del país (entre 1991 y 1994).  Volvió a encarnar el rol de Mina Murray en el 2003 para despedirse definitivamente del personaje el 8 de octubre de 2023 en el Teatro Broadway de Rosario luego de las funciones realizadas en Buenos Aires y en gira por todo el país y Uruguay entre el 2022 y 2023.
En 1993 realiza su primera labor en televisión actuando en algunos capítulos de la serie Son de diez, ese mismo año logra su primer contrato televisivo en Canal 9 participando en la tira Con pecado concebidas. Desde entonces forma parte de varios elencos, hasta que en 1998, es convocada por la productora Pol-ka para ser parte de Gasoleros, interpretando a la doctora Isabel Panigassi.
La gran repercusión que tuvo en la serie en Argentina significó para Milone el comienzo de su popularidad.
Milone presentó en 2000 su primer trabajo discográfico como cantante solista Besos brujos - Entre tangos y boleros. Este disco, que produjo la compañía “Universal”, surgió a partir del espectáculo Cecilia Milone, entre tangos y boleros, que la actriz y cantante presentara en febrero del 99' en La Subasta, Mar del Plata; y a partir del 28 de septiembre de ese mismo año, en el Complejo La Plaza.
Entre sus trabajos televisivos, hay que destacar Poné a Francella, ciclo transmitido por Telefé, que le permitió mostrarse como comediante de un modo masivo. 
En el verano de 2008 estrenó su primer musical: “Amores del tango”, en homenaje a Mariano Mores, siendo nominado al “Estrella de mar”. “Amores del tango” la tuvo a Cecilia como creadora y directora y recibió una distinción del “Honorable Concejo Deliberante del Partido de General Pueyrredón” en la Ciudad de Mar del Plata.  
A partir de entonces se desarrolló como generadora y directora de diversos espectáculos.  Fue participe de la creación de Teatro en auto (una modalidad diseñada en medio de la última pandemia).
Actualmente presenta su espectáculo "Las cartas de un león". (Tributo a Chico Novarro).

## Teatro
- Las cartas de un león (2024/2025)
- Mastertango (2020/2024)
- Porteñas - 2024
- Drácula, el musical - La despedida (2022/ 2023)
- Los 80 están de vuelta - 2021/2022
- Mañana, el show Teatro en auto / 2020)
- La jaula de las locas (musical) - 2018/2019/2020
- Mucho más que tres - 2017
- Segunda vuelta - 2016
- El hombre de la mancha - 2015
- Señores y señores (Conducción) - 2014
- Sorpresas - 2014
- Company (musical) - 2013/2014
- Danza de verano - 2013
- Bendito, tú eres - 2013
- Primeras damas - 2012
- Valiente y sentimental - 2011/2012
- La revista de Buenos Aires - 2011
- ¿Y, dónde está papá? - 2011
- Arráncame la vida - 2010/2011
- La rotativa del Maipo - 2009
- Amores del tango - 2008
- Mujeres bonitas - 2008
- Morocha y pasional - 2007
- Corrientes, esquina Glamour - 2006
- Recuerdos surtidos - 2004/2006/2014
- El conventillo de la Paloma, Radioteatro para ver - 2005
- La morocha en el abasto - 2005
- Drácula, el concierto - 2005
- El show de las divorciadas - 2004
- Se dice de mí - 2003
- Musicales argentinos - 2003
- Como por arte de magia - 2002
- Una mujer - 2001
- Lo que el Turco se llevó - 2000
- Besos brujos - 1999/2000
- Boeing boeing - 1999
- Masculino, singular - 1996
- La zapatera prodigiosa - 1995
- Recuerdos - 1994
- Homenaje - 1993
- Drácula, el musical - 1991/1992/1994/2003

## Televisión
- Malas muchachas - 2013 Panelista
- Acompañantes - 2009 Participación
- Sin código - 2006 Participación
- Los secretos de papá - 2005 Artista invitada
- Homenaje al humor - Participación Canal 12 Uruguay 2003/2004
- Poné a Francella 2.ª. Temporada - Elenco 2002
- Gasoleros - 1998/1999 Elenco protagónico
- Ciudad prohibida - 1997 Elenco protagónico
- No todo es noticia - 1996/1997 Elenco
- Verdad consecuencia - 1996 Participación
- 90 60 90 modelos - 1996
- Cybersix - 1995 Artista invitada
- Nueve lunas - 1995 Artista invitada
- Por siempre mujercitas - 1995 Participación
- Sheik - 1995 Participación
- Montaña rusa - 1995 Participación
- Con alma de tango - 1994/1995 Elenco
- Solo para parejas - 1994/1995 Participación
- Aprender a volar - 1994 Participación
- El precio del poder - 1994 Elenco
- El ángel de Pepe - 1994 Elenco protagónico
- Con pecado concebidas - 1993 Elenco
- Son de diez - 1993 Participación

## Canciones (Letra y música)
- Malas muchachas 2013 (Cortina musical del programa homónimo)
- Telekids 1996 (Cortina musical del programa homónimo)
- Vacaciones en Space 1996 (Cortina musical del programa homónimo)
- Cuando llegas 1989
- Con sólo una palabra 1989
- Tu voz y yo 1989

## Directora
- Las cartas de un león (Libro y Dirección)
- Master Tango 2020/2024 (Libro y Dirección)
- Los 80 están de vuelta - 2021/2022 (Libro y Dirección)
- Mañana, el show 2020/2021 (Libro y Dirección)
- La jaula de las locas (musical) - 2018/2019/2020
- Valiente y sentimental - 2011/2012 (Libro y Dirección)
- Amores del tango - 2008 (Libro y Dirección)
- Recuerdos surtidos - 2004/2006/2014 (Libro y Dirección)
- La morocha en el abasto - 2005 (Libro y Dirección)
- Se dice de mí - 2003 (Libro y Dirección)
- Una mujer - 2001 (Libro y Dirección)
- Besos brujos - 1999/2000 (Libro y Dirección)

## Discografía
- 1991: Drácula, el musical - Fragmentos de la obra
- 1992: Drácula, el musical - Obra completa
- 1999: Besos brujos - UNIVERSAL MUSIC ARGENTINA S.A.- Solista
- 2002: Se dice de mí - Solista
- 2004: El show de las divorciadas - Canciones de la obra
- 2011: Arráncame la vida - Junto a Juan Darthés

## Radio
- El patio de la Morocha - 2005 Conducción
- Yo soy la Morocha - 2008 Conducción
- Milone en Mar del Plata 2010 Conducción

## Telefilms
- La mortaja - 2004 Protagonista

- 30 /30 - 2001 Protagonista

## Cine
- Solo un ángel - 2001 Elenco
- Sus ojos se cerraron y el mundo sigue andando - 1998 Participación